# 勝英農業協同組合
勝英農業協同組合（しょうえいのうぎょうきょうどうくみあい、通称JA勝英）は、岡山県美作市に本店を置いていた農業協同組合。
ATMでは、JAバンクのカードは稼働時間内の終日において、また三菱UFJ銀行のカードは平日のみにおいて、それぞれ自行扱いとなる。

## 歴史
- 1999年（平成11年）10月1日 ‐ 勝央町農業協同組合（JA勝央町）、勝北町農業協同組合（JA勝北町）、奈義町農業協同組合（JA奈義町）、梶並農業協同組合（JA梶並）、美作町農業協同組合（JAみまさか）、作東町農業協同組合（JA作東町）、英田町農業協同組合（JA英田町）、東粟倉村農業協同組合（JA東粟倉村）が合併し、勝英農業協同組合（JA勝英）となる。
- 2001年（平成13年）10月1日 - 勝田農業協同組合（JA勝田）を合併。
- 2003年（平成15年）1月1日 - 岡山県大原農業協同組合（JA岡山県大原）、西粟倉村農業協同組合（JA西粟倉村）を合併。
- 2020年（令和2年）4月1日 - 県内8農協による晴れの国岡山農業協同組合への合併に参加し、消滅[1]。

## 業務区域
- 岡山県津山市（勝北地区）
- 岡山県美作市
- 岡山県勝田郡勝央町
- 岡山県勝田郡奈義町
- 岡山県英田郡西粟倉村

## 拠点
- 本店・美作支店
  - 岡山県美作市明見172番地2
- 作東支店
  - 岡山県美作市江見475番地1
- 英田支店
  - 岡山県美作市福本751番地3
- 勝田支店
  - 岡山県美作市小畑250番地4
- 英北支店
  - 岡山県美作市古町1775番地
- 勝北支店
  - 岡山県津山市西中346番地16
- 勝央支店
  - 岡山県勝田郡勝央町植月中858番地4
- 奈義支店
  - 岡山県勝田郡奈義町久常264番地

## 脚註
1. ↑  「ＪＡ晴れの国岡山」発足　県内８ＪＡ合併、組合員数全国１位山陽新聞 2020年04月01日